# Metalimnion
Metalimnion – środkowa, przejściowa warstwa wody w jeziorach. Warstwa skoku termicznego (termoklina), skoku stężenia tlenu (oksyklina) i innych substancji chemicznych (chemoklina). Skok temperatury ma znaczenie kluczowe, dlatego często termoklina jest traktowana jak synonim metalimnionu.
W warstwie tej – o miąższości kilku metrów – następuje w okresie stagnacji letniej gwałtowny spadek temperatury wody wraz z głębokością (termoklina), a w okresie stagnacji zimowej - jej podwyższenie. Strefa ta dzieli epilimnion i hypolimnion, a jej gradient temperatury oraz ruchy pionowe powodują możliwość powrotu obumarłej materii organicznej i substancji pokarmowych z hypolimnionu do wierzchnich warstw wody. Od temperatury zależy rozpuszczalność substancji w wodzie, więc jej zmiana powoduje zmianę stężenia rozpuszczonych substancji.